# Desguàs d'inodor flexible
Un Desguàs d'inodor flexible és un tipus de canonada utilitzat per  lampistes per perllongar la  canonada del sifó de desguàs d'un vàter, quan per diverses circumstàncies es necessita canviar la ubicació de la sortida d'un vàter. És net, i de fet la manera més fàcil de canviar de lloc un vàter, o simplement canviar-lo per un altre amb diferents mesures o diferent col·locació del forat de desguàs, tot i que el model de colze a emprar dependrà de la  situació de la canonada de sortida i d'on es vulgui situar el nou vàter.

## Descripció
Actualment, una aplicació comuna dels sifons és en els desguassos dels aparells sanitaris (piques, lavabos, inodors, etc.), per evitar que la pudor de les matèries en putrefacció del clavegueram surti per l'orifici de desguàs dels aparells. El model més clàssic (i el que millor funciona hidràulicament) consisteix en un tub en forma de "S" tombada, de manera que, en desguassar l'aparell, l'aigua omple les dues branques del tub, fins al nivell de desguàs de la segona, mantenint un tap d'aigua neta que tanca l'entrada d'olors.

## Tipus
Hi ha diferents tipus de Desguassos de vàters per a casos especials.
- Desguàs d'inodor excèntric, forma més convenient per canviar de lloc un vàter quan la diferència entre eixos és petita
- Desguàs d'inodor en angle, forma més convenient per canviar de lloc un vàter quan hi ha una divergència entre eixos de fins a 45°. [2]